# لوپو ۶۰۸۷
سیارک ۶۰۸۷ (به انگلیسی: 6087 Lupo، نامگذاری:1988FK) شش هزار و هشتاد و هفتمین سیارک کشف شده‌است که در ۱۹ مارس ۱۹۸۸ کشف شد.
قدر مطلق سیارک برابر ۱۴٫۶۰ است.